# Slittino ai XXII Giochi olimpici invernali - Gara a squadre
La gara a squadre di slittino ai XXII Giochi olimpici invernali si è disputata il 13 febbraio nella località di Krasnaja Poljana sulla pista Sanki.
Questa gara ha segnato il debutto della specialità nel programma olimpico. La nazionale tedesca, formata da Felix Loch, Natalie Geisenberger, Tobias Wendl e Tobias Arlt, ha vinto la medaglia d'oro, davanti a Russia e Lettonia.
In base a quanto previsto dal regolamento di qualificazione ai Giochi, poteva partecipare una sola squadra per ogni nazione, a condizione che questa fosse rappresentata in tutte le altre specialità dello slittino presenti a questa edizione dei Giochi, e precisamente nel singolo uomini, nel singolo donne e nel doppio. Per fare ciò la FIL ha avuto la possibilità di assegnare altri 8 posti da suddividere nelle dette discipline primariamente al fine di rendere possibile la partecipazione del maggior numero di nazioni alla gara a squadre.
Oltre alle dieci nazioni qualificate in base ai meriti tecnici, la federazione ha assegnato sette degli otto posti di cui sopra a Rep. Ceca, Romania e Corea del Sud, che sono così riuscite a formare una squadra per competere in questa specialità, per un totale di 52 partecipanti in rappresentanza di 13 nazioni.
Il 22 dicembre 2017 il CIO ha decretato la squalifica dei russi Al'bert Demčenko e Tat'jana Ivanova, a seguito della vicenda doping che ha coinvolto numerosi atleti russi tramite il noto rapporto della Agenzia Mondiale Antidoping (WADA) presentato da Richard McLaren nel luglio 2016, per cui la medaglia d'argento è stata revocata all'intera squadra russa. Successivamente il 1º febbraio 2018 il Tribunale Arbitrale dello Sport ha accolto il ricorso presentato dal Demčenko e dalla Ivanova revocando così tutte le sanzioni comminate loro dal CIO e restituendo quindi la medaglia conquistata anche ai compagni di squadra Aleksandr Denis'ev e Vladislav Antonov.

## Classifica di gara
| Pos.    | Atleti                                                                   | Nazione       | 1ª manche sing. d. | 2ª manche sing. u. | 3ª manche doppio | Totale   | Distacco |
| ------- | ------------------------------------------------------------------------ | ------------- | ------------------ | ------------------ | ---------------- | -------- | -------- |
| Oro     | Natalie Geisenberger Felix Loch Tobias Wendl / Tobias Arlt               | Germania      | 54"095             | 55"639             | 55"915           | 2'45"649 | -        |
| Argento | Tat'jana Ivanova Al'bert Demčenko Aleksandr Denis'ev / Vladislav Antonov | Russia        | 54"429             | 55"775             | 56"475           | 2'46"679 | +1"030   |
| Bronzo  | Elīza Tīruma Mārtiņš Rubenis Andris Šics / Juris Šics                    | Lettonia      | 54"745             | 56"048             | 56"502           | 2'47"295 | +1"646   |
| 4       | Alex Gough Samuel Edney Tristan Walker / Justin Snith                    | Canada        | 54"643             | 56"197             | 56"555           | 2'47"395 | +1"746   |
| 5       | Sandra Gasparini Armin Zöggeler Christian Oberstolz / Patrick Gruber     | Italia        | 54"823             | 56"039             | 56"558           | 2'47"420 | +1"771   |
| 6       | Erin Hamlin Chris Mazdzer Christian Niccum / Jayson Terdiman             | Stati Uniti   | 54"338             | 56"245             | 56"972           | 2'47"555 | +1"906   |
| 7       | Miriam Kastlunger Wolfgang Kindl Andreas Linger / Wolfgang Linger        | Austria       | 55"596             | 56"434             | 56"447           | 2'48"477 | +2"828   |
| 8       | Natalia Wojtuściszyn Maciej Kurowski Patryk Poręba / Karol Mikrut        | Polonia       | 54"937             | 56"737             | 58"079           | 2'49"753 | +4"104   |
| 9       | Vendula Kotenová Ondřej Hyman Lukáš Brož / Antonín Brož                  | Rep. Ceca     | 55"600             | 56"926             | 57"279           | 2'49"805 | +4"156   |
| 10      | Viera Gburová Jozef Ninis Marian Zemaník / Jozef Petrulák                | Slovacchia    | 55"757             | 56"472             | 57"936           | 2'50"165 | +4"516   |
| 11      | Olena Šchumova Andrij Kis Oleksandr Obolončyk / Roman Zacharkiv          | Ucraina       | 55"671             | 56"882             | 58"502           | 2'51"055 | +5"406   |
| 12      | Sung Eun-ryung Kim Dong-hyeon Park Jin-yong / Cho Jung-myung             | Corea del Sud | 56"174             | 57"986             | 58"469           | 2'52"629 | +6"980   |

Data: Giovedì 13 febbraio 2014

Ora locale:  

Pista: Sanki 

Legenda:
- DNS = non partiti (did not start)
- DNF = prova non completata (did not finish)
- DSQ = squalificati (disqualified)
- Pos. = posizione
- sing. d. = singolo donne
- sing. u. = singolo uomini